# Muestreo temporal
El proceso de muestreo temporal se utiliza principalmente para señales de audio y señales de vídeo que son de naturaleza continua, es decir, definidos en todos los instantes de tiempo.
Muestrear una señal continua en el tiempo da una señal que sólo tendrá valores en instantes de tiempo en concreto (valores discretos de la señal).
El número de muestras por segundo se conoce como frecuencia de muestreo (Fs) la cual viene condicionada por el ancho de banda de la señal analógica (Teorema de Nyquist). La frecuencia de muestreo tiene una incidencia directa sobre la cantidad de recursos necesarios en el almacenaje (espacio en disco) y la transmisión (ancho de banda).
El no cumplimiento del Teorema de Nyquist introduce un error llamado aliasing (Un encabalgamiento de la señal provoca que en la reconstrucción no obtengamos el señal original).
El concepto de muestreo temporal se puede entender como una multiplicación de la señal original con un tren de deltas (caso ideal) o un tren de pulsos (caso real).

## Caso ideal

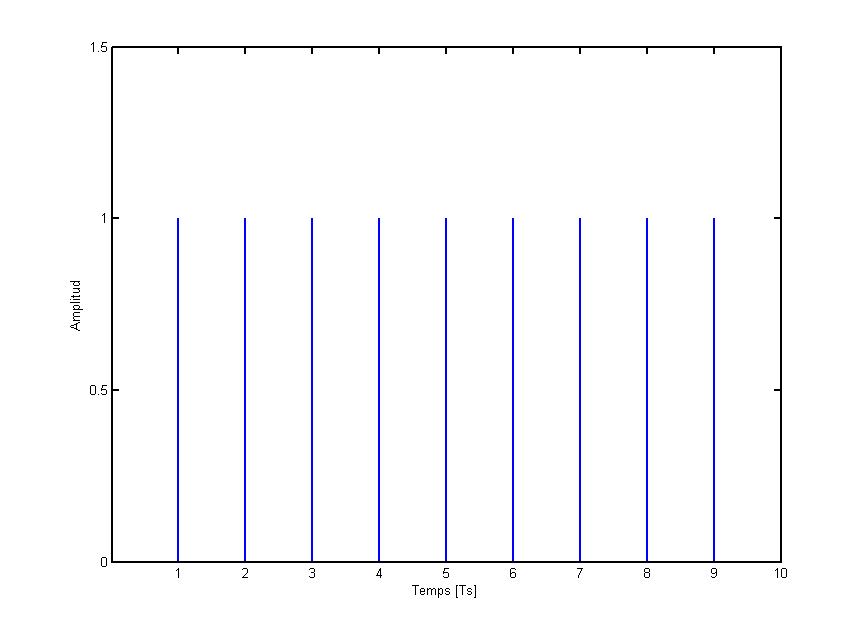
Tren de deltes desplaçades.

La onda que muestrea en el ideal es:
{\displaystyle {m(t)}=\sum _{n={-\infty }}^{\infty }\delta (t-nTs)} ; donde Ts es el período de muestreo ( {\displaystyle {Ts}={\frac {1}{Fs}}})
Cuando a la entrada se tiene una señal f(t) continua en el tiempo con un ancho de banda finito (W), a la salida obtenemos s(t) = m(t) * f(t):
{\displaystyle {s(t)}=\sum _{n={-\infty }}^{\infty }f(t)\delta (t-nTs)}
La transformada de Fourier de la señal de salida es la siguiente:
{\displaystyle S(f)={\frac {1}{Ts}}\sum _{n={-\infty }}^{\infty }F(f-nFs)}

## Caso real
Dado que un tren de deltas no es implementable, el modelo para el muestreo utilizado es un tren de pulsos. Su amplitud es 1 durante un intervalo muy pequeño para conseguir un muestreo lo más ideal posible. Por este mismo motivo no podremos recuperar la señal original exacta, debido a que la Transformada de Fourier de un pulso es una función sinc.
La multiplicación de una función sinc con el espectro de la señal original dará como resultado el espectro de la señal original ligeramente modificado i repetido cada Fs.

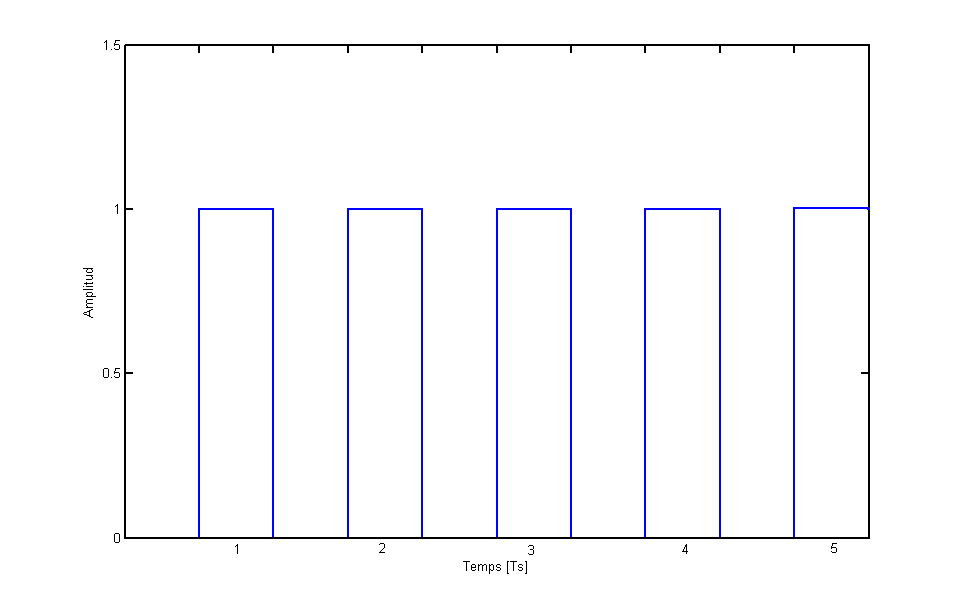
Tren de polsos desplaçats.

## Muestreo temporal de vídeo

### Definiciones

#### Resolución temporal
En un dispositivo visualizador (ejemplo, cámara), capacidad para representar puntos distintos de las dimensiones más reducidas posibles. Generalmente se expresa en Hz.

#### Definición temporal
Fidelidad de reproducción de la imagen, determinada por el número de líneas del sistema utilizado (PAL, NTSC o SECAM).

#### Limitaciones del Sistema Visual Humano
El sistema visual humano tiene varias limitaciones. Hay dos que tienen un interés especial en el momento del muestreo temporal de una secuencia de vídeo. Una de ellas es el hecho de que el ojo humano observa un efecto de parpadeo (en inglés, “flickering”) a frecuencias inferiores a los 50 Hz. Otra es que se observa discontinuidad en el movimiento a frecuencias inferiores a los 12-15 Hz.

#### Frecuencia de cuadro
Los diferentes sistemas de televisión utilizados alrededor del mundo aprovechan estas limitaciones en el momento del diseño de sistemas televisivos, haciendo un muestreo temporal de las escenas, que quedan descompuestas en cuadros o frames. La frecuencia de frame es el inverso del periodo de muestreo i se expresa en Hz o frames/segundo (fps).
Tal y como se ha explicado antes, con una frecuencia de frame superior a los 50 Hz el sistema visual humano no percibe la sensación de parpadeo, pero podemos conseguir la sensación de movimiento a una frecuencia más pequeña.
La tabla muestra las frecuencias de cuadro que adoptaron los sistemas más populares en su momento:
| Sistema   | Frecuencia de cuadro |
| --------- | -------------------- |
| Cine mudo | 16-18 Hz             |
| Cine      | 24 Hz                |
| TV PAL    | 25 Hz                |
| TV SECAM  | 25 Hz                |
| TV NTSC   | 29,97 Hz ≈30 Hz      |

## Muestreo temporal de audio

### Definiciones

#### Limitaciones del Sistema Auditivo Humano
El sistema auditivo tiene dos limitaciones:
1. El umbral de audición oscila entre 20 Hz y 20 kHz. Por tanto, todas las frecuencias que están por debajo de 20 Hz o por encima de 20 kHz son inaudibles por el oído humano.
2. Puede haber enmascaramiento frecuencial i/o enmascaramiento temporal

#### Frecuencia de muestreo
| Sistema                | Frecuencia de muestreo |
| ---------------------- | ---------------------- |
| Teléfono (voz)         | 8 kHz                  |
| Radiodifusión          | 32 kHz                 |
| CD                     | 44.1 kHz               |
| Cinta de audio digital | 25 Hz                  |

- Datos: Q6025894